# Icke-statliga organisationer i Slovenien
Den här artikelns ämne är icke-statliga organisationer i Slovenien.

## Kort historik
Slovenien har en rik tradition av frivilliga föreningar och intresseorganisationer som går tillbaka till långt före andra världskriget. Mer moderna icke-statliga organisationer började dock utvecklas först under 1980-talet. Det var bland annat med hjälp av dessa som landets frihetssträvanden tog fart mot slutet av decenniet. Många av de aktiva inom dessa rörelser engagerades dock inom den nybildade slovenska staten på 1990-talet, varför de icke-statliga organisationernas utveckling avstannade under ett decennium. I början av 2000-talet startade en dialog mellan regering och företrädare för icke-statliga organisationer (ISO) med syfte att formalisera ett framtida samarbete inom olika sektorer. Regeringsskiftet 2004-2008 medförde dock att dialogen avstannade men under senare år har kommunikationen mellan regering och representanter för det civila samhället/icke-statliga organisationerna aktiverats igen. När ny lagstiftning förbereds inom den offentliga sektorn skall enligt en ny resolution från 2009, det civila samhället konsulteras vilket kommer att främja dialogen mellan regering och ISOs. Under de senaste åren har regeringen också ändrat en del av skattereglerna som gjort det lättare för icke-statliga organisationer att verka.

## Organisation
Idag finns runt 22 000 olika icke-statliga organisationer/föreningar registrerade i Slovenien och de arbetar inom ett vitt spektrum av verksamheter; brandkåren, välgörenhet, miljö, mänskliga rättigheter, sociala frågor, ungdomsutbildning med mera. Inom olika intresseområden är de organiserade i föreningar som i sin tur är medlemmar i olika nätverk. Ledningsrepresentanter för de största icke-statliga organisationerna i Slovenien har sitt eget nätverk. Det finns också regionala stödcenter som bildats de senaste åren. Dessa har bland annat förbättrat gräsrotsorganisationernas kunskaper om var de kan söka finansiering.

## Finansiering
I en allt högre grad finansieras de icke-statliga organisationernas verksamheter indirekt genom bidrag från EU:s strukturfonder, främst sociala strukturfonden. Andra finansiella källor är lokala myndigheter, kommuner och välgörenhet från allmänheten (under 2009 genomfördes en nationell kampanj där invånarna kunde donera 0,5 procent av inkomstskatten till välgörenhet).

## Framtid
Även om utbytet mellan regering och civila samhällets representanter har ökat de senaste åren utför icke-statliga organisationer en mycket liten del av samhällets allmännyttiga tjänster. En debatt äger dock rum (2010) där man mot bakgrund av den finansiella krisen föreslår att fler tjänster läggs ut på icke-statliga organisationer. Den allmänna opinionens inställning är positiv främst till lokala icke-statliga organisationer, mindre så till de nationella organisationerna som ibland misstänks för att spendera allmänna medel. Under 2009 har framförallt miljöorganisationerna nått ut med sitt budskap kring klimatförändringarna och välgörenhetsorganisationer har fått positiv respons med anledning av finanskrisen.